# (23296) Brianreavis
(23296) Brianreavis est un astéroïde de la ceinture principale.

## Description
(23296) Brianreavis est un astéroïde de la ceinture principale. Il fut découvert le 2 janvier 2001 à Socorro (Nouveau-Mexique) par le projet LINEAR. Il présente une orbite caractérisée par un demi-grand axe de 2,26 UA, une excentricité de 0,20 et une inclinaison de 5,6° par rapport à l'écliptique.

## Compléments